# Feliks Lachowicz

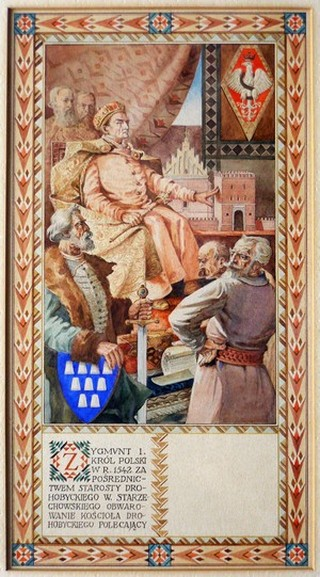
Zdjęcie obrazu Feliksa Lachowicza

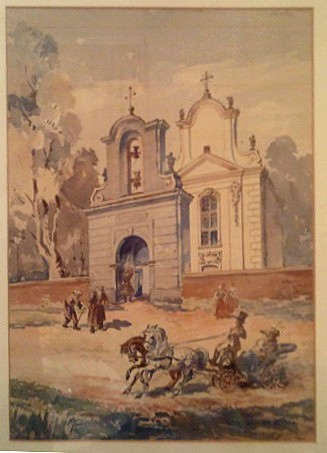
Obraz Feliksa Lachowicza

Feliks Lachowicz (ur. 14 listopada 1884 roku w Drohobyczu, zm. 1941?) – rysownik, akwarelista, malarz i rzeźbiarz. 

## Życiorys
Syn Marcina (1834–1920) i Marii z Jachów (1858–1914). Jego dziadkami ze strony ojca byli Marcin i Katarzyna z domu Diug, ze strony matki – Bartłomiej i Anna z Pielechów.
Studiował na ASP w Krakowie, studia przerwał z powodów finansowych. Pracował w Rafinerii „Galicja”. Został aresztowany przez NKWD w 1940 roku, a później skazany na 5 lat obozu pracy. W roku 1941 rodzina miała z nim ostatni kontakt listowny. Na podstawie tzw. Amnestii Sikorskiego (Dekretu Rady Najwyższej ZSRR z 12 sierpnia 1941 roku) Lachowicz został uwolniony 23 listopada tegoż roku; nie wiadomo jednak, z którego więzienia czy obozu. Informacja o zwolnieniu stanowi ostatni pewny ślad jego życia.
Był żonaty z Elżbietą Kloś (1897–1991), pochodzącą z drohobyckiej rodziny muzyków. Mieli adoptowaną córkę, Wiesławę (1929–2007), mieszkającą po wojnie w Szczecinie, z zawodu laryngolog, po mężu Podemska.

## Twórczość
Głównym tematem jego prac był Drohobycz, jego historia i związane z nim postaci. Dzieje miasta przedstawił w dwóch dużych cyklach obrazów: Historia Drohobycza i Urycz w legendach.
Dla kościółka (kaplicy) przy ul. Borysławskiej, w dzielnicy Młynki Drohobycza artysta wykonał – oprócz malowideł – także drewniany, trójdzielny ołtarz z umieszczoną centralnie figurą Matki Boskiej z Dzieciątkiem i płaskorzeźbami świętych (Franciszka? i Stanisława?) po bokach.
Poza twórczością artystyczną zajmował się popularyzowaniem wiedzy o Drohobyczu.
Znaczną część jego prac można zobaczyć w wydanym w 2008 r. albumie Drohobycz Feliksa Lachowicza.